# Laura Dahlmeier
Laura Dahlmeier (Garmisch-Partenkirchen, 22 de agosto de 1993 – Guilguite-Baltistão, 28 de julho de 2025) foi uma biatleta alemã, medalha de ouro na competição feminina de velocidade 7,5 km e perseguição 10 km do biatlo dos Jogos Olímpicos de Inverno de 2018, na Coreia do Sul.
Morreu aos 31 anos um acidente numa região montanhosa no norte do Paquistão provocado por um deslizamento de terra.